# Henry Petty-Fitzmaurice (6e marquis de Lansdowne)
Pour les articles homonymes, voir Lansdowne.
Henry William Edmund Petty-Fitzmaurice, 6e marquis de Lansdowne (14 janvier 1872 - 5 mars 1936) est un militaire et homme politique britannique.

## Biographie
Lansdowne est le fils de Henry Petty-Fitzmaurice (5e marquis de Lansdowne), et de son épouse, Maud, fille de James Hamilton (1er duc d'Abercorn) et de Lady Louisa Jane Russell.
Il entre dans un bataillon de volontaires de l'infanterie légère d'Oxfordshire, puis est transféré dans l'armée régulière en tant que sous-lieutenant dans les Grenadier Guards le 14 août 1895 et est promu lieutenant le 2 mars 1898. Il sert en Afrique du Sud pendant la seconde guerre des Boers, où il est, à partir du 25 janvier 1900, aide de camp supplémentaire de Frederick Roberts, commandant en chef des forces britanniques en Afrique du Sud. Pour son service dans la guerre, il reçoit le Distinguished Service Order (DSO). Lors de la formation des Irish Guards en 1900, il est transféré à ce régiment alors qu'il est encore en Afrique du Sud et est promu capitaine le 6 octobre 1900. Il démissionne en 1906 avec le grade de major. Il retourne dans l'armée pendant la Première Guerre mondiale, atteignant le grade de lieutenant-colonel.
Lansdowne est un député libéral unioniste et plus tard conservateur pour Derbyshire Ouest. Il est membre du Sénat de l'État libre d'Irlande de 1922 à 1929, auquel il est nommé par le conseil exécutif. Il succède à son père en tant que marquis de Lansdowne en 1927, avec un siège à la Chambre des lords britannique, ce qui signifie qu'il sert dans les législatures nationales de deux pays différents en même temps.

## Famille

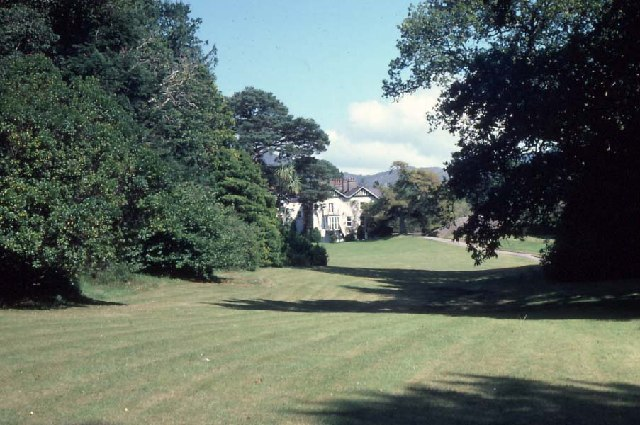
Maison et jardin Derreen

Il épouse Elizabeth Caroline Hope, le 16 février 1904 et ils ont cinq enfants:
- Katherine Evelyn Constance Petty-Fitzmaurice (1912–1995), épouse en 1933 Edward Clive Bigham, 3e vicomte Mersey (1906–1979). Elle devient 12e baronne de Nairne après avoir hérité du titre et de Derreen House and Gardens (Lauragh, comté de Kerry, Irlande) de son frère Charles Petty-Fitzmaurice (7e marquis de Lansdowne) en 1944.
- Henry Maurice John Petty-Fitzmaurice, comte de Kerry (1913–1933), est mort jeune
- Charles Petty-Fitzmaurice (7e marquis de Lansdowne) (1917–1944), tué au combat en Italie.
- Edward Norman Petty-Fitzmaurice (1922–1944), tué au combat en Normandie.
- Elizabeth Mary Petty-Fitzmaurice (1927–2016)[3], épouse le major Charles William Lambton, petit-fils de George Lambton (2e comte de Durham).

Il est décédé à Marylebone, à l'âge de 64 ans.